# كبيرات العيون
كبيرات العيون أو حُسرمأو كبيرة العيون (الاسم العلمي Priacanthidae)، فصيلة أسماك بحرية من شعاعيات الزعانف ورتبة الفرخيات. أنواعها 18 وأجناسها 4. أعطانها البحار الاستوائية وشبه استوائية في منطقة المحيط الهادي الهندي وهناك أربعة أنواع توجد في المحيط الأطلسي.